# Tochiazuma Tomoyori
Tochiazuma (I) Tomoyori (栃東 知頼 en japonés, nacido como Shiga Hayao (志賀 駿男 en japonés) en Sōma, Fukushima, Japón) es un exluchador profesional de sumo. En enero de 1972 ganó su primer y único yūshō de makuuchi. Después de su retirada, se hizo cargo de la Kasugano beya como oyakata, hasta 1990 cuando creó la Tamanoi beya. El rango más alto que tuvo fue el de sekiwake que lo tuvo solamente durante un solo torneo en marzo de 1970. Es el padre del ex ōzeki Tochiazuma Daisuke, luego de su retiro como oyakata, su hijo se hizo cargo de su heya.

## Carrera en el sumo
Desde su debut en el sumo usó como su shikona su nombre real Shiga Hayao (志賀 駿男 en japonés) (noviembre de 1960), sin embargo después lo cambiaría a Tochiazuma Yusuke (栃東 裕典 en japonés) (septiembre de 1963), luego lo cambiaría a Tochiazuma Hayao (栃東 駿男 en japonés) (noviembre de 1964), y finalmente lo cambió a Tochiazuma Tomoyori (栃東 知頼 en japonés) (noviembre de 1966).
Fue el primer rikishi en usar el shikona de Tochiazuma.
Hizo su debut en noviembre de 1960 uniéndose a la heya del ex yokozuna Tochinishiki, la Kasugano beya.
En septiembre de 1967 ganó el yūshō de jūryō, con lo cual ascendió a makuuchi.
En mayo de 1968 quedó subcampeón y obtuvo 1 jun-yūshō, 1 shukun-shō, 1 gino-shō y 1 kinboshi al vencer al yokozuna Kashiwado; fue ascendido a komusubi y haría su debut en el sanyaku en el torneo siguiente. Sin embargo sería degradado nuevamente a maegashira.
En septiembre de 1968 quedaría nuevamente subcampeón y obtendría  1 jun-yūshō, 1 shukun-shō, 1 gino-shō y 2 kinboshis al derrotar a los yokozunas Taihō y Kashiwado; nuevamente regresaría al sanyaku y al rango de komusubi, aunque nuevamente sería degradado.
En marzo de 1969 ganaría 1 kinboshi al vencer al yokozuna Kashiwado.
En septiembre de 1969 obtuvo 1 shukun-shō y 1 gino-shō.
En noviembre de 1969 obtuvo 1 gino-shō.
En enero de 1970 obtuvo 1 shukun-shō y 1 gino-shō, y fue ascendido a sekiwake, su rango más alto.
En enero de 1971 ganó 1 kinboshi al derrotar al yokozuna Kitanofuji.
En enero de 1972 ganó el yūshō de makuuchi, el cual sería el único de su carrera, y también ganó 1 gino-shō.
En mayo de 1979 quedaría subcampeón por tercera vez y ganó 1 jun-yūshō.

## Historial
| Año (Honbasho) | Hatsu Basho (enero) (ciudad de Tokio) | Haru Basho (marzo) (ciudad de Osaka) | Natsu Basho (mayo) (ciudad de Tokio) | Nagoya Basho (julio) (ciudad de Nagoya) | Aki Basho (septiembre) (ciudad de Tokio) | Kyushu Basho (noviembre) (ciudad de Fukuoka) | Victorias / Derrotas / Ausencias |
| 1960           | ─                                     | ─                                    | ─                                    | ─                                       | ─                                        | Maezumo Hatsu Dohyō                          | 0 - 0                            |
| 1961           | Jonokuchi 19 Este 4 - 3 0 - 0         | Jonidan 78 Oeste 4 - 3               | Jonidan 39 Oeste 4 - 3               | Jonidan 8 Este 3 - 4                    | Jonidan 18 Oeste 5 - 2                   | Sandanme 85 Este 4 - 3                       | 24 - 18                          |
| 1962           | Sandanme 63 Este 4 - 3                | Sandanme 47 Este 6 - 1               | Sandanme 8 Este 4 - 3                | Makushita 90 Este 3 - 4                 | Sandanme 2 Oeste 4 - 3                   | Makushita 90 Este 3 - 4                      | 24 - 18                          |
| 1963           | Sandanme 2 Oeste 4 - 3                | Makushita 88 Oeste 3 - 4             | Sandanme 5 Oeste 7 - 0               | Makushita 31 Oeste 3 - 4                | Makushita 35 Oeste 4 - 3                 | Makushita 28 Oeste 4 - 3                     | 25 - 17                          |
| 1964           | Makushita 23 Oeste 4 - 3              | Makushita 17 Este 0 - 7              | Makushita 48 Este 4 - 3              | Makushita 44 Este 5 - 2                 | Makushita 33 Oeste 5 - 2                 | Makushita 18 Oeste 4 - 3                     | 22 - 20                          |
| 1965           | Makushita 16 Oeste 6 - 1              | Makushita 5 Oeste 5 - 2              | Jūryō 18 Oeste 9 - 6                 | Jūryō 12 Este 9 - 6                     | Jūryō 6 Este 9 - 6                       | Jūryō 3 Este 8 - 7                           | 46 - 28                          |
| 1966           | Jūryō 2 Oeste 3 - 12                  | Jūryō 12 Este 11 - 4                 | Jūryō 4 Este 7 - 4 - 4               | Jūryō 5 Oeste 3 - 6 - 6                 | Jūryō 18 Este 11 - 4                     | Jūryō 6 Este 9 - 6                           | 44 - 36 - 10                     |
| 1967           | Jūryō 3 Este 10 - 5                   | Maegashira 14 Oeste 9 - 6            | Maegashira 9 Oeste 6 - 9             | Maegashira 11 Oeste 6 - 9               | Jūryō 2 Oeste 12 - 3                     | Maegashira 8 Oeste 9 - 6                     | 52 - 38                          |
| 1968           | Maegashira 2 Oeste 5 - 10             | Maegashira 7 Este 10 - 5             | Maegashira 2 Oeste 10 - 5            | Komusubi 1 Este 5 - 10                  | Maegashira 3 Oeste 11 - 4                | Komusubi 1 Este 3 - 12                       | 44 - 46                          |
| 1969           | Maegashira 6 Este 9 - 6               | Maegashira 3 Este 7 - 8              | Maegashira 4 Este 6 - 9              | Maegashira 7 Oeste 9 - 6                | Maegashira 2 Este 9 - 6                  | Komusubi 1 Este 8 - 7                        | 48 - 42                          |
| 1970           | Komusubi 1 Este 10 - 5                | Sekiwake 1 Este 7 - 8                | Maegashira 1 Este 0 - 0 - 15         | Maegashira 11 Oeste 8 - 7               | Maegashira 5 Oeste 5 - 10                | Maegashira 9 Este 9 - 6                      | 39 - 36 - 15                     |
| 1971           | Maegashira 3 Este 2 - 13              | Maegashira 10 Este 8 - 7             | Maegashira 9 Oeste 8 - 7             | Maegashira 4 Oeste 6 - 9                | Maegashira 8 Este 9 - 6                  | Maegashira 2 Este 4 - 11                     | 37 - 53                          |
| 1972           | Maegashira 5 Oeste 11 - 4             | Komusubi 1 Este 3 - 9 - 3            | Maegashira 8 Este 10 - 5             | Maegashira 2 Este 5 - 10                | Maegashira 4 Oeste 8 - 7                 | Maegashira 1 Este 4 - 6 - 5                  | 41 - 41 - 8                      |
| 1973           | Maegashira 8 Oeste 5 - 10             | Maegashira 12 Oeste 9 - 6            | Maegashira 8 Este 11 - 4             | Maegashira 1 Este 4 - 11                | Maegashira 7 Este 9 - 6                  | Maegashira 3 Este 6 - 9                      | 44 - 46                          |
| 1974           | Maegashira 4 Este 5 - 10              | Maegashira 9 Este 9 - 6              | Maegashira 2 Oeste 4 - 11            | Maegashira 10 Este 9 - 6                | Maegashira 5 Este 8 - 7                  | Maegashira 2 Oeste 5 - 10                    | 40 - 50                          |
| 1975           | Maegashira 7 Este 8 - 7               | Maegashira 5 Oeste 6 - 9             | Maegashira 7 Oeste 9 - 6             | Maegashira 3 Este 4 - 11                | Maegashira 8 Este 8 - 7                  | Maegashira 5 Oeste 7 - 8                     | 42 - 48                          |
| 1976           | Maegashira 6 Oeste 7 - 8              | Maegashira 9 Oeste 8 - 7             | Maegashira 6 Este 5 - 10             | Maegashira 11 Este 9 - 6                | Maegashira 7 Este 8 - 7                  | Maegashira 3 Este 2 - 13                     | 39 - 51                          |
| 1977           | Maegashira 3 Oeste 0 - 5 - 0          | ─                                    | ─                                    | ─                                       | ─                                        | ─                                            | 0 - 5 - 0                        |